# Asociación Unitaria Universalista
La Asociación Unitaria Universalista es un agrupamiento religioso liberal de congregaciones, fundada el 27 de mayo de 1961, resultado de la fusión de dos confesiones religiosas liberales de raíces protestantes: los unitarios y los universalistas.
Su nombre en inglés es Unitarian Universalist Association, y es conocida comúnmente por las siglas UUA. Actualmente cuenta con unos 175 000 miembros activos y aproximadamente el doble de simpatizantes en un millar de congregaciones, principalmente en Estados Unidos y Canadá.
En principio, no es un nuevo movimiento religioso, pues el Unitarismo moderno fue fundado por seguidores de Miguel Servet (Fausto Sozzino, refugiado en Polonia, y Francisco David, en la Transilvania de habla húngara), en el siglo XVI.[cita requerida] Así que a efectos de antigüedad y arraigo sería más bien una iglesia histórica.[cita requerida]
Los Unitarios de Transilvania y Hungría son sin duda cristianos liberales, pero el Unitarismo anglosajón (en EUA, Canadá y Reino Unido) practica una religión liberal postcristiana.[cita requerida] En la medida en que la Iglesia Unitaria Universalista no impone ningún credo, dogma o creencia, se considera una iglesia postdoctrinal y pluralista. Esto llevaría, según sus adeptos, a considerarse una religión mundial diferenciada del cristianismo.[cita requerida] En la Asociación Unitaria Universalista sólo el 10 % de sus integrantes se consideran cristianos, y casi la mitad humanistas religiosos (ateos, agnósticos o escépticos).[cita requerida]
Pertenece de pleno derecho a Iglesias protestantes unidas y unificadas.

## Posición metarreligiosa
Una explicación que puede parecer ininteligible es que mientras que las religiones convencionales tienden a definirse a partir de un conjunto de creencias obligatorias distintivas, los Unitarios Universalistas sostienen una posición metarreligiosa diferente: lo central de la religión es la acción positiva de la persona en el mundo, buscar convertirse en una bendición para el mundo, individual y colectivamente. Y cada cual es responsable de encontrar las verdades y creencias religiosas que lo apoyen en este esfuerzo.[cita requerida]